# Cleópatra (1963)
Cleópatra (bra/prt: Cleópatra) é um filme estadunidense de 1963, dos gêneros épico e drama histórico, que narra a luta de Cleópatra, a jovem Rainha do Egito, para resistir às ambições imperiais de Roma.
O filme, dirigido por Joseph L. Mankiewicz, com roteiro adaptado por Mankiewicz, Ranald MacDougall e Sidney Buchman do livro Vida e Época de Cleópatra de Carlo Maria Franzero, e histórias de Plutarco, Suetónio e Apiano, é estrelado por Elizabeth Taylor, Richard Burton, Rex Harrison, Roddy McDowall e Martin Landau.
Cleópatra alcançou notoriedade durante sua produção devido a seus enormes custos operacionais e problemas na produção, que incluíram mudanças de diretor e de elenco, uma mudança no local das filmagens, cenários que precisaram ser construídos duas vezes, falta de um roteiro firme, e escândalos pessoais envolvendo as estrelas Elizabeth Taylor e Richard Burton. Além disso, à época, a produção tornou-se o filme mais caro já feito, e quase levou a 20th Century Fox à falência.
Apesar de tornar-se a maior bilheteria de 1963, arrecadando US$ 57,7 milhões nos Estados Unidos (equivalente a US$ 461 milhões em 2017), o filme perdeu dinheiro devido a seus custos de produção e marketing, no valor de US$ 44 milhões (equivalente a US$ 352 milhões em 2017), tornando-se assim o único filme de maior bilheteria do ano a ter criado prejuízo. Posteriormente, Cleópatra ganhou quatro Oscars, e foi indicado a mais cinco, incluindo Melhor Filme (mas perdeu para Tom Jones).

## Sinopse
Depois da Batalha de Farsalos, em 48 a.C., Júlio César (Rex Harrison) vai ao Egito, sob o pretexto de ter sido nomeado o executor do testamento do pai do jovem Faraó Ptolomeu XIII (Richard O'Sullivan) e de sua irmã Cleópatra (Elizabeth Taylor).
Cleópatra convence César a restaurar seu trono e de seu irmão mais novo. César, no controle efetivo do reino, sentencia Potino (Grégoire Aslan) à morte, por ter organizado uma tentativa de assassinato contra Cleópatra, e expulsa Ptolomeu para o deserto oriental, onde ele e seu exército, em menor número, enfrentariam morte certa contra Mitrídates. Cleópatra é coroada Rainha do Egito, e começa a desenvolver sonhos megalomaníacos de dominar o mundo com César, que por sua vez deseja tornar-se rei de Roma. Eles se casam, e quando seu filho Cesarião nasce, César o aceita publicamente, o que se torna o burburinho de Roma e do Senado.
Após de ser eleito ditador vitalício, César manda chamar Cleópatra. Ela chega em Roma em uma procissão luxuosa e ganha a adulação do povo romano. O Senado torna-se vez mais descontente em meio a rumores de que César deseja ser eleito rei, o que é um anátema para os romanos. No Idos de março, em 44 a.C., um grupo de conspiradores assassinam César e fogem da cidade, iniciando uma rebelião. Uma aliança entre Otávio, filho adotivo de César, Marco Antônio, braço direito e general de César, e Marco Emílio Lépido, reprimiu a rebelião, e eles dividiram a república entre si. Cleópatra enraiveça-se quando descobre que o testamento de César reconhece Otávio, e não Cesarião, como seu herdeiro oficial, e regressa furiosa ao Egito.
Enquanto planeja uma campanha contra Pártia, no leste, Antônio percebe que precisa de dinheiro e suprimentos, e não conseguirá o suficiente em lugar algum além do Egito. Depois de recusar várias vezes em deixar o Egito, Cleópatra cede e o encontra em Tarso. Os dois dão início a um romance, com Cleópatra assegurando a Antônio que ele é muito mais do que um pálido reflexo de César.
A remoção de Lépido, feita por Otávio, obriga Antônio a retornar a Roma, onde ele se casa com Octávia, irmã de Otávio, para evitar conflitos, gerando grande descontentamento e a indignação de Cleópatra. Antônio e Cleópatra se reconciliam e se casam, com Antônio se divorciando de Octávia. Otávio, indignado, lê o testamento de Antônio para o senado romano, revelando que este deseja ser enterrado no Egito. Roma se volta contra Antônio, e o clamor de Otávio por guerra contra o Egito recebe uma resposta arrebatadora da população.
A guerra é decidida na naval Batalha de Áccio, em 2 de setembro de 31 a.C., onde a frota de Otávio sob o comando de Agripa, derrota a frota egípcia de Antônio. Cleópatra presume que Antônio está morto e ordena as forças egípcias retornem para casa. Antônio os segue, deixando sua frota sem liderança e logo derrotada.
Vários meses depois, Cleópatra consegue convencer Antônio a retomar o comando de suas tropas e combater o avanço do exército de Otávio. No entanto, os soldados de Antônio o abandonam no meio da noite; Rúfio (Martin Landau), o último homem leal a Antônio, se mata. Antônio tenta incitar Otávio a um combate apenas entre os dois, mas por fim é forçado a fugir para a cidade.
Quando Antônio retorna ao palácio, Apolodoro, não acreditando que Antônio é digno de sua Rainha, convence-o de que ela está morta, ao que Antônio cai sobre sua própria espada. Apolodoro então confessa que ele enganou Antônio, e o ajuda a chegar ao túmulo onde Cleópatra e duas servas se refugiaram. Antônio morre nos braços de Cleópatra.
Otávio e seu exército marcham para Alexandria com o cadáver de Cesarião em uma carroça. Ele descobre o cadáver de Apolodoro, que se envenenou. Otávio recebe a notícia de que Antônio está morto e de que Cleópatra está escondida em um túmulo. Lá ele dá a ela sua palavra de que permitirá que ela governe o Egito como uma província romana, em troca de ela concordar em acompanhá-lo a Roma. Cleópatra sabe que seu filho está morto e concorda com os termos de Otávio, incluindo uma promessa de não matar-se.
Depois que Otávio parte, ela ordena a suas servas, em linguagem codificada, para ajudá-la em seu suicídio. Otávio percebe que ela vai se matar, e ele e seus guardas irrompem o quarto de Cleópatra e a encontram vestida em ouro, e morta, junto de suas servas, enquanto uma áspide rasteja pelo chão.

## Elenco
- Elizabeth Taylor .... Cleópatra
- Richard Burton .... Marco Antônio
- Rex Harrison .... Julio César
- Roddy McDowall .... Otávio, pseudônimo de Augusto
- Martin Landau .... Rufio
- Hume Cronyn .... Sosígenes
- George Cole .... Flávio
- Carroll O'Connor .... Servílio Cascas
- Andrew Keir .... Agripa
- Gwen Watford .... Calpúrnia
- Kenneth Haigh .... Bruto
- Pamela Brown .... Alta Sacerdotisa
- Cesare Danova .... Apolodoro
- Robert Stephens .... Germânico
- Francesca Annis .... Eiras
- Richard O'Sullivan .... Faraó Ptolemeu XIII
- Grégoire Aslan .... Potino
- Martin Benson .... Ramos
- John Cairney .... Phoebus
- Andrew Faulds .... Canídio
- Michael Gwynn .... Cimber
- Michael Hordern .... Cícero
- John Hoyt .... Cássio
- Marne Maitland .... Eufránor
- Douglas Wilmer .... Décimo

## Produção
Como a história de Cleópatra havia se mostrado um sucesso no filme homônimo de 1917, estrelado pela lenda do cinema mudo Theda Bara, e fora refeito com o mesmo nome em 1934, estrelando Claudette Colbert, os executivos da 20th Century Fox contrataram o veterano produtor de Hollywood Walter Wanger, em 1958, para conduzir a produção de outro remake de Cleópatra. Embora o estúdio tenha originalmente pensado em uma produção relativamente barata, com um orçamento de US$ 2 milhões, Wanger imaginou um filme épico muito mais opulento e, em meados de 1959, negociou com sucesso um orçamento maior, no valor de US$ 5 milhões. Rouben Mamoulian foi designado para dirigir e Elizabeth Taylor foi premiada com um contrato recorde de US$ 1 milhão. As filmagens começaram na Inglaterra, mas em janeiro de 1961, Taylor ficou tão doente que a produção foi interrompida. Dezesseis semanas de produção e custos de US$ 7 milhões produziram apenas dez minutos de filme. A Fox foi reembolsada pela companhia de seguros e Mamoulian foi demitido.

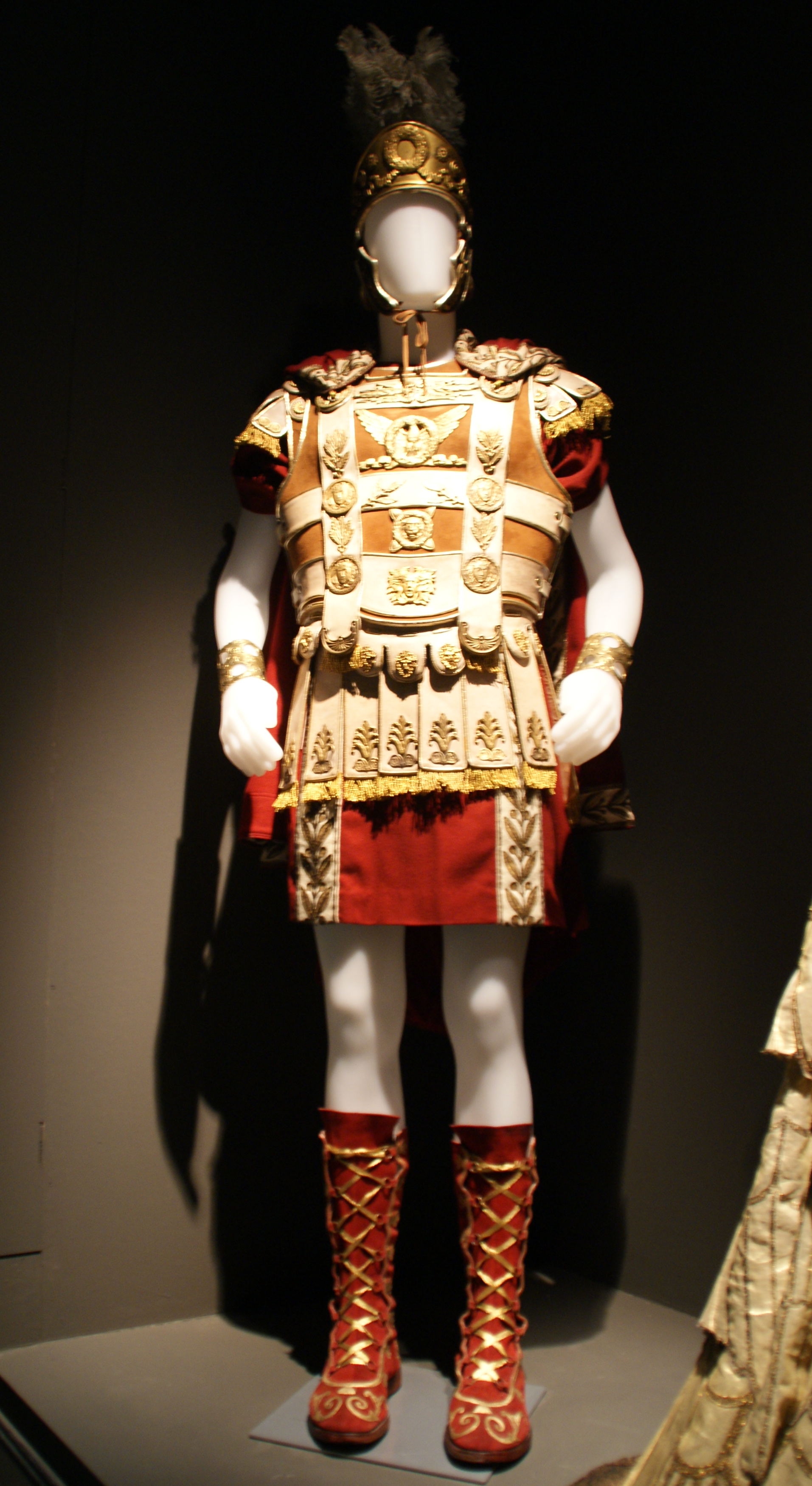
Traje usado por Richard Burton no filme, exibido nos estúdios Cinecittà em Roma, Itália

Joseph L. Mankiewicz foi trazido para a produção após a partida de Mamoulian e as filmagens foram transferidas para os estúdios Cinecittà, na periferia de Roma. Peter Finch e Stephen Boyd deixaram a produção devido a outros compromissos e foram substituídos por Rex Harrison e Richard Burton, como Julio César e Marco Antônio, respectivamente. Durante as filmagens, Taylor conheceu Burton e os dois começaram um romance adúltero; o escândalo ganhou manchetes em todo o mundo, já que ambos eram casados, e isso má publicidade à já problemática produção. Mankiewicz foi posteriormente demitido, durante a fase de edição, apenas para ser recontratado para refazer as cenas de batalha, da abertura do filme, na Espanha.
O filme que Mankiewicz exibiu para o estúdio tinha seis horas de duração. E ele então foi diminuído até chegar a quatro horas, para sua estreia inicial, mas o estúdio exigiu (sob objeções de Mankiewicz) que o filme fosse cortado mais uma vez, desta vez para pouco mais de três horas, para permitir que os cinemas aumentassem o número de exibições por dia. Mankiewicz tentou, sem sucesso, convencer o estúdio a dividir o filme em duas partes, a fim de preservar o corte original. Elas deveriam ser lançadas separadamente como César e Cleópatra, seguidos por Antônio e Cleópatra.
Cleópatra acabou custando US$ 31 milhões, tornando-se o filme mais caro já feito na época, e quase faliu a 20th Century Fox.

## Trilha sonora
A música de Cleópatra foi composta por Alex North. A trilha sonora foi lançada várias vezes, primeiro como um álbum original, e posteriormente como versões estendidas. O mais popular deles foi a Edição Deluxe, lançada pela gravadora Varèse Sarabande em 2001.

## Recepção
Um crítico da revista norte-americana Time disse: "Como drama e como filme, Cleópatra é cheio de falhas. Falta estilo tanto na imagem quanto na ação". A especialista em cinema Judith Crist concordou, chamando-o de "um rato monumental". Até mesmo a estrela Elizabeth Taylor achou-o deficiente, dizendo: "Eles cortaram o coração, a essência, as motivações, o próprio cerne da história, e inseriram todas aquelas cenas de batalha. Deveria ter sido um filme sobre três grandes personalizadas, mas faltou realidade e paixão. Eu achei vulgar". Para o crítico brasileiro Renzo Mora Cleópatra está entre os 25 piores filmes de todos os tempos.
Reações positivas vieram de publicações tais como a Variety, que escreveu: "Cleópatra não é apenas de encher os olhos super colossalmente (o orçamento sem precedentes aparece na opulência física durante todo o filme), mas é também uma recriação cinematográfica extraordinariamente letrada de uma época histórica". Bosley Crowther, do The New York Times, chamou-o de "um dos grandes filmes épicos de nossos dias".
Críticas retrospectivas foram mais tolerantes em relação ao filme. O crítico de cinema americano Emanuel Levy disse: "Muito difamado por várias razões, [...] Cleópatra pode ser o filme mais caro já feito, mas certamente não é o pior, é apenas um verboso e confuso romance, que nem sequer é divertido como star vehicle para Taylor e Burton". Billy Mowbray, do site do canal britânico de televisão Film4, observou que o filme é "um filme gigante que às vezes é pesado, mas sempre assistível, graças à sua desinibida ambição, tamanho e glamour".
Em termos de público, o filme foi um grande sucesso, arrecadando US$ 57,8 milhões nos Estados Unidos e no Canadá, e, no processo, tornou-se o filme de maior sucesso de 1963. Apesar da popularidade do filme, no entanto, o faturamento da Fox de US$ 40,3 milhões, obtidos com sua participação na venda global de ingressos, não foi suficiente para cobrir os custos de US$ 44 milhões do filme. A Fox eventualmente recuperou seu investimento em 1966, quando vendeu os direitos de transmissão televisiva do filme para o canal de televisão ABC.

## Prêmios e indicações
| Data da cerimônia      | Premiação                       | Categoria                                         | Indicado(s) | Resultado |
| ---------------------- | ------------------------------- | ------------------------------------------------- | --- | --------- |
| 22 de dezembro de 1963 | National Board of Review Awards | Melhor Ator                                       | Rex Harrison | Venceu    |
| Fevereiro de 1964      | Eddie Awards                    | Filme de Longa Metragem Melhor Editado            | Dorothy Spencer | Indicado  |
| 11 de março de 1964    | Golden Globe Awards             | Melhor Filme: Drama                               | Cleopatra | Indicado  |
| 11 de março de 1964    | Golden Globe Awards             | Melhor Ator: Drama                                | Rex Harrison | Indicado  |
| 11 de março de 1964    | Golden Globe Awards             | Melhor Ator Coadjuvante: Filme                    | Roddy McDowall | Indicado  |
| 11 de março de 1964    | Golden Globe Awards             | Melhor Direção: Filme                             | Joseph L. Mankiewicz | Indicado  |
| Março de 1964          | Laurel Awards                   | Melhor Turnê Promocional                          | Cleopatra | Venceu    |
| Março de 1964          | Laurel Awards                   | Melhor Ator Dramático                             | Rex Harrison | Indicado  |
| 13 de abril de 1964    | Oscar                           | Melhor Filme                                      | Cleopatra | Indicado  |
| 13 de abril de 1964    | Oscar                           | Melhor Ator                                       | Rex Harrison | Indicado  |
| 13 de abril de 1964    | Oscar                           | Melhor Cinematografia: Cor                        | Leon Shamroy | Venceu    |
| 13 de abril de 1964    | Oscar                           | Melhor Direção de Arte – Decoração de Set: Cor    | Direção de Arte: John DeCuir, Jack Martin Smith, Hilyard Brown, Herman A. Blumenthal, Elven Webb, Maurice Pelling, Boris Juraga; Decoração de Setn: Walter M. Scott, Paul S. Fox, Ray Moyer | Venceu    |
| 13 de abril de 1964    | Oscar                           | Melhor Figurino: Cor                              | Irene Sharaff, Vittorio Nino Novarese, Renié | Venceu    |
| 13 de abril de 1964    | Oscar                           | Melhor Som                                        | James Corcoran (Twentieth Century Fox Sound Department); Fred Hynes (Todd-AO Sound Department)                                                                                              | Indicado  |
| 13 de abril de 1964    | Oscar                           | Melhor Edição                                     | Dorothy Spencer | Indicado  |
| 13 de abril de 1964    | Oscar                           | Melhor Efeitos Especiais                          | Emil Kosa, Jr. | Venceu    |
| 13 de abril de 1964    | Oscar                           | Melhor Trilha Sonora: Substancialmente Original   | Alex North | Indicado  |
| 12 de maio de 1964     | Grammy Awards                   | Melhor Trilha Sonora de um Filme ou Televisão     | Alex North | Indicado  |
| 30 de maio de 2014     | Golden Trailer Awards           | Publicidade Mais Inovadora para uma Marca/Produto | Cleopatra / Bulgari | Indicado  |

## Versão restaurada do aniversário de 50 anos
Schawn Belston, atuando como vice-presidente sênior dos serviços bibliotecários e técnicos da 20th Century Fox, foi encarregado de criar uma versão restaurada do filme para a empresa. Em 2013, após um processo de dois anos, ele conseguiu restaurar uma versão com duração de quatro horas e oito minutos. Um dos achados de Belston nesse processo foi o negativo original da câmera, filmado em 65 mm (qualquer versão mais longa, que ainda há de ser encontrada, teria existido apenas para ser mostrada ao então chefe do estúdio, Darryl F. Zanuck). Desbotamento e danos ao negativo foram corrigidos digitalmente com um olho na preservação de detalhes e autenticidade, evitando a manipulação digital. A equipe de Belston também tinha as impressões magnéticas originais, as quais eles usaram para restaurar o som. Eles removeram os cliques e assobios, em seguida, com a ajuda dos ouvidos treinados de músicos profissionais, reconfiguraram a trilha para som surround 5.1.
Em 21 de maio de 2013, o filme restaurado foi mostrado em uma exibição especial no Festival de Cinema de Cannes de 2013, em comemoração ao seu 50º aniversário. Posteriormente, ele foi lançado em DVD e Blu-ray duplos, como uma Edição Especial de 50º Aniversário. Infelizmente, a Fox havia, há muito tempo, destruído todos as tiras e sobras de negativos, para reduzir custos, impedindo assim a liberação dos tradicionais outtakes das gravações. Os lançamentos em home video incluem comentários e dois curtas-metragens: "The Cleopatra Papers", e um filme de 1963 sobre os elaborados sets "The Fourth Star of Cleopatra".